# Reserva natural nacional de Dafeng
La Reserva natural nacional de Dafeng está ubicada en el distrito de Dafeng, en la provincia de Jiangsu, cerca de la costa del Mar Amarillo en el este de China. Tiene una extensión de 780 km², con un área central o núcleo de 26,68 km², un área de amortiguamiento de 22,20 km² y una zona experimental de 731 km². La zona es sitio Ramsar desde 2002 y una parte del Patrimonio de la humanidad del Santuario de aves migratorias de la costa del mar Amarillo-Golfo de Bohai en China. 
Los accidentes geográficos geológicos son los del típico humedal costero, que incluye planicies de marea, arroyos estacionales y parte de humedales artificiales junto con una gran cantidad de tierras forestales, marismas y tierras desnudas. Dafeng, en la llanura costera del norte de Jiangsu, pertenece a la zona templada cálida y subtropical, donde los cultivos termófilos pueden crecer bien regados por el monzón del este asiático. La temperatura media anual es de 14,5 °C y la precipitación supera los 750 mm anuales.

## El ciervo milú en China
La reserva recibe a veces el nombre de Dafeng Milú porque conserva una población del casi extinto ciervo del Padre David o milú (Elaphurus davidianus), una especie que actualmente se encuentra extinta en estado salvaje. Nativos de los subtrópicos de China, estos ciervos prefieren ambientes pantanosos y pastan principalmente en pastos y plantas acuáticas. A principios del Neolítico, el hábitat del milú se extendía por la mayor parte de China continental. Los arqueólogos han encontrado astas de milú en asentamientos desde el río Liao en el norte hasta Jiangsu (incluido Dafeng) y la provincia de Zhejiang y en las cuencas de los ríos Amarillo y Yangtsé en las provincias de Shaanxi y Hunan. Sin embargo, a fines del siglo XIX, solo había una manada que pertenecía a Tongzhi, el emperador de China y se mantenía en el Jardín Real de Caza de Nanyuan. Luego, en 1900, el jardín fue ocupado por tropas alemanas y algunos de los ciervos fueron asesinados a tiros y comidos por los soldados alemanes, otros fueron transportados ilegalmente a Europa para exhibición y reproducción

## Características de la Reserva Natural
La Reserva Natural Dafeng Milu se crea en 1986 para una segunda reintroducción del milú en China. Se eligieron 36 ciervos  de cinco jardines zoológicos del Reino Unido, procediendo en su mayor parte del zoo de Whipsnade, patrocinado por el Departamento Forestal Nacional de China y el Fondo Mundial para la Naturaleza. Dafeng es un humedal no contaminado y ha sido reconocido como un lugar idóneo para la conservación del milú. En 2006, la población de este parque natural era de alrededor de 950 con un aumento medio anual de la población del 17%. Ahora es la reserva natural de milús más grande del mundo. Desde 1997 es Reserva natural nacional en China. La reserva ha sido designada como sitio Ramsar desde 2002. 
La reserva cuenta con 14 especies de mamíferos, 182 especies de aves, 27 especies de reptiles y anfibios, y más de 299 especies de insectos que viven en el inmenso humedal del  litoral, un paraíso para la vida silvestre. El ecosistema de bosque, pastizal, agua, venados y aves conviven en un ciclo biológico armonioso. El ciervo del padre David ha sido catalogado como extinto en la naturaleza, ya que todas las poblaciones están en cautiverio. 

## Destino turístico

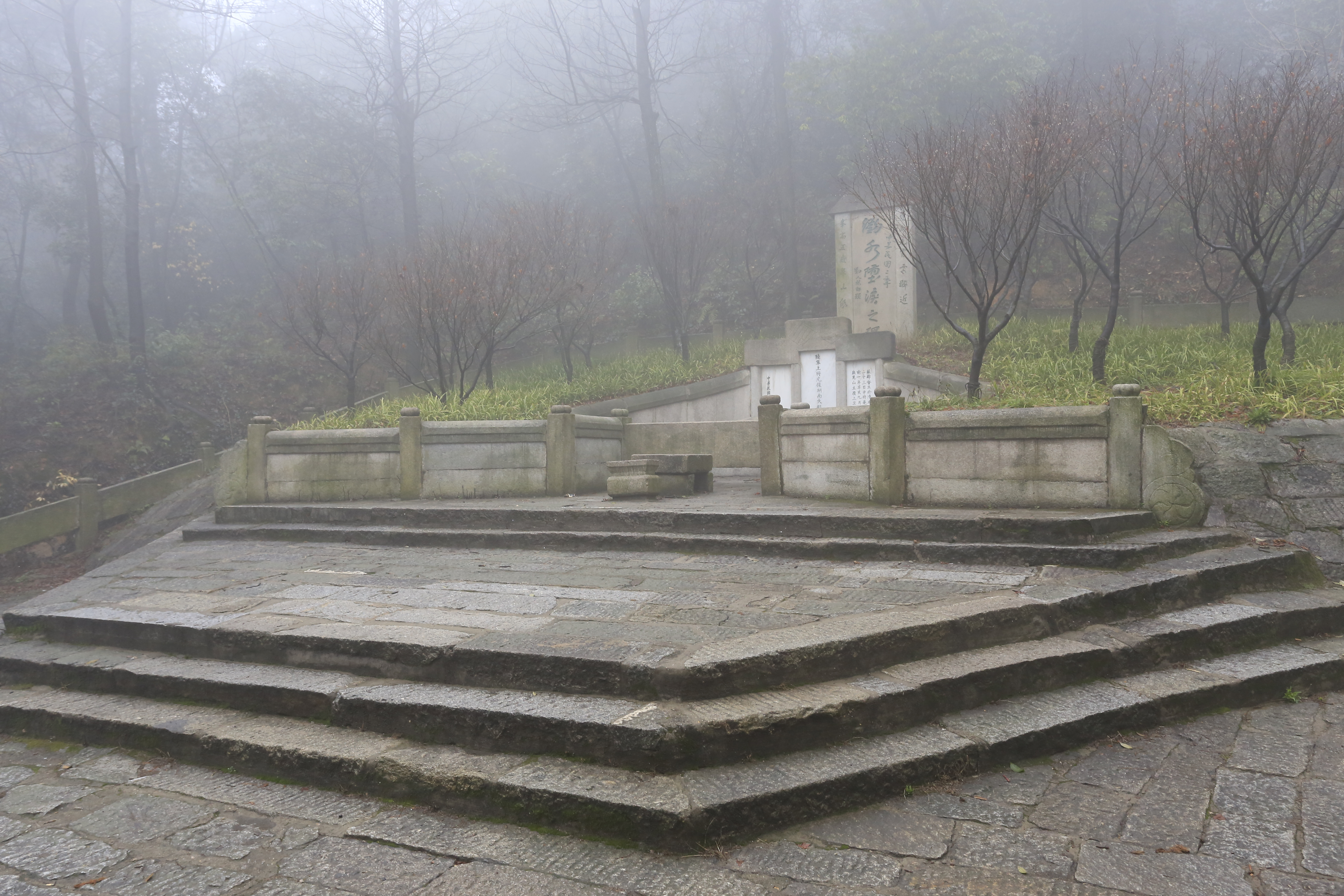
Santuario en memoria de los primeros 39 milús de la reserva

Desde que se abrió al público como atractivo turístico, hasta el momento más de 1 millón de turistas han visitado la Reserva y han sido educados para la conservación de la vida silvestre y la importancia de la protección del medio ambiente. Existen algunas medidas turísticas que cumplen con el desarrollo sostenible:
- Torre Fengshen (torre de agua)

La torre de agua fue construida para dar de beber a los 39 milús introducidos en 1986. Su función principal es almacenar agua para resolver el problema de escasez de agua en la reserva. El turista también puede subir a la parte superior de la torre para ver la Reserva.
- Plataforma de observación de ciervos

La Plataforma fue la imitación de la del Jardín Real de Caza de Nanyuan, que puede facilitar a los turistas disfrutar de la vista de ciervos pacíficos desde la distancia.
- La tumba para los 39 milús

Para memorizar aquellos primeros 39 milús, se construyó esta tumba que sirve para contar la historia a los turistas.
- Ruta Turística

Para proteger a los milús y otras especies, los turistas pueden viajar por el círculo exterior en un carro de golf y observarlos desde la distancia.

## Sitio Ramsar de la Reserva nacional de Dafeng
En 2002, se crea el sitio Ramsar de la Reserva natural de Dafeng, un típico ecosistema de marismas intermareales en la costa del mar Amarillo, que alberga una amplia variedad de especies animales raras, incluidas 315 especies de aves (23 de ellas protegidas a nivel nacional), 600 de insectos y 156 de peces, así como el milú (Elaphurus davidianus) por el cual la Reserva fue catalogada principalmente. Tras la introducción de 39 milús en 1986, la población creció hasta 1.169 individuos en 2007, probablemente la población más grande del mundo; de hecho, la población está superando la capacidad del sitio, que proporciona hábitat y áreas de reproducción para varios tipos de aves, peces y mariscos. La reserva se convirtió en un sitio Ramsar en 2001, y luego se unió a la red migratoria internacional de caradrinos y escolopácidos en 2004, y, como humedal de gran importancia ecológica a nivel internacional, el sitio obtuvo protección permanente. control, retención de sedimentos y estabilización de la costa. Hay un centro de visitantes de 600 m² visitado por alrededor de 40,000 turistas cada año. El desarrollo agrícola, incluida la recuperación de tierras y la escorrentía química se consideran amenazas importantes.

## Patrimonio de la humanidad
En 2019, el sitio se añade al Santuario de aves migratorias de la costa del mar Amarillo-Golfo de Bohai como Patrimonio de la humanidad. Además de la Reserva natural de Dafeng, el santuario, que sigue a lo largo de la costa, comprende la sección meridional de la Zona experimental Dongsha y el área Tiaozini, con un total de 1731 km², por un lado, a unos 30 km separados por el puerto de Dafeng, la sección central de la Reserva natural nacional de Yancheng, con 956 km². La reserva de Yancheng es sitio Ramsar número 1156, con 4530 km². En total, el santuario de aves comprende 1886 km2.